# Джон Страуд
Джон Страуд (англ. John Stroud, нар. 29 жовтня 1957, Нью-Олбані, Міссіссіппі, США) — американський професіональний баскетболіст, що грав на позиції форварда за команду НБА «Х'юстон Рокетс».

## Ігрова кар'єра
На університетському рівні грав за команду Оле Місс (1976–1980). 
1980 року був обраний у другому раунді драфту НБА під загальним 27-м номером командою «Х'юстон Рокетс». Зіграв за команду з Х'юстон один сезон, взявши участь у фінальній серії проти «Філадельфія Севенті-Сіксерс».
Сезон 1982-1983 провів у іспанській «Каха де Ронда».

## Тренерська кар'єра
1984 року розпочав тренерську кар'єру, ставши асистентом головного тренера чоловічої баскетбольної команди університету Алабами. З 1985 по 2017 рік очолював команди хлопчачої та дівчачої команд школи Нью-Олбані, а також коледжів Іст-Міссіссіппі та Мілсапс.